# Robert Johansson
Robert Johansson (n. 23 martie 1990, Comuna Lillehammer, Oppland, Norvegia) este un săritor cu schiurile ce a reprezentat Norvegia, medaliat olimpic. A participat la 2 ediții ale Jocurilor Olimpice (2018, 2022) în care a câștigat o medalie de bronz.